# Jamaica ginger

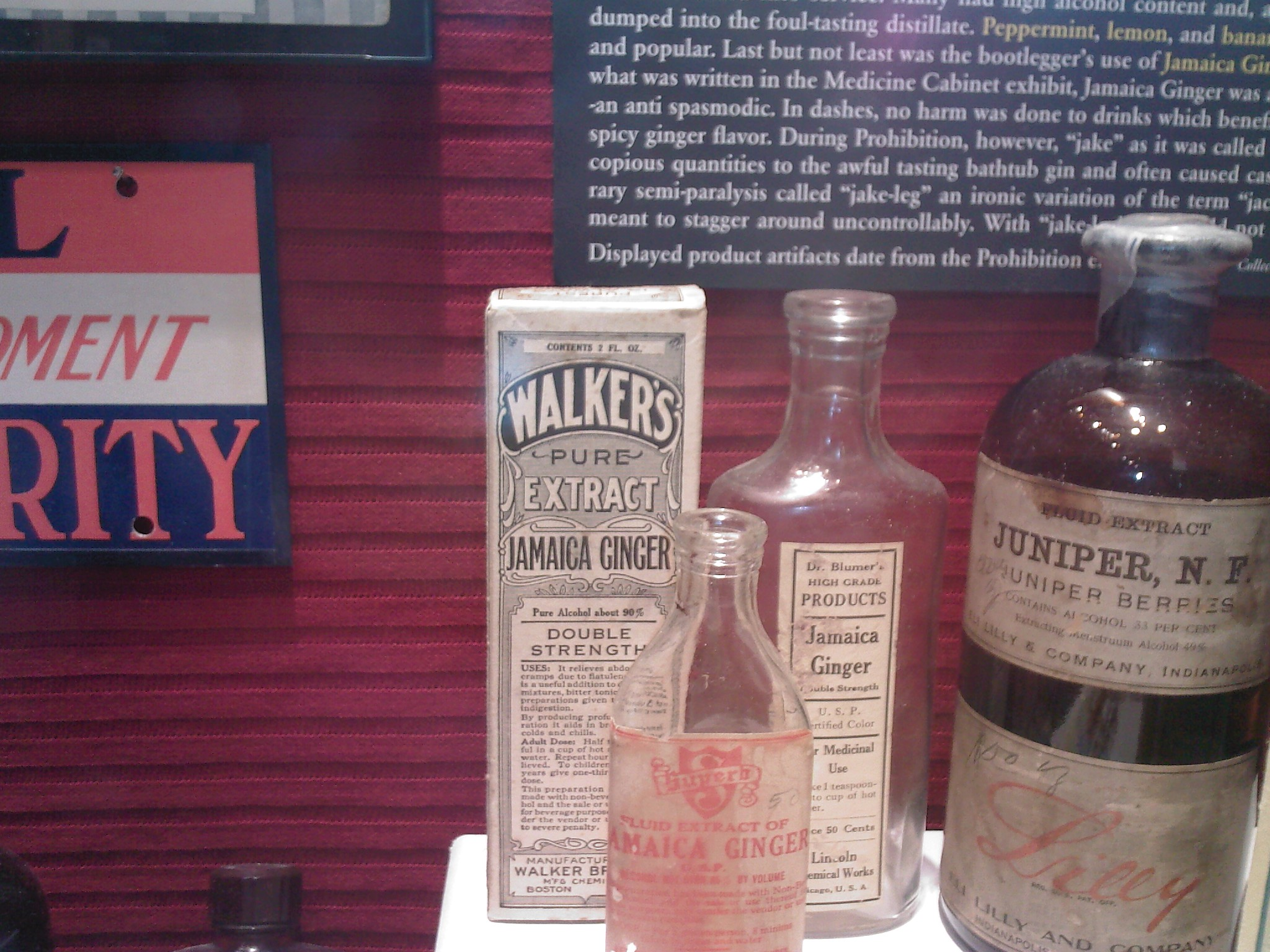
Förpackningar som innehållit Jamaica ginger på Museum of the American Cocktail i New Orleans.

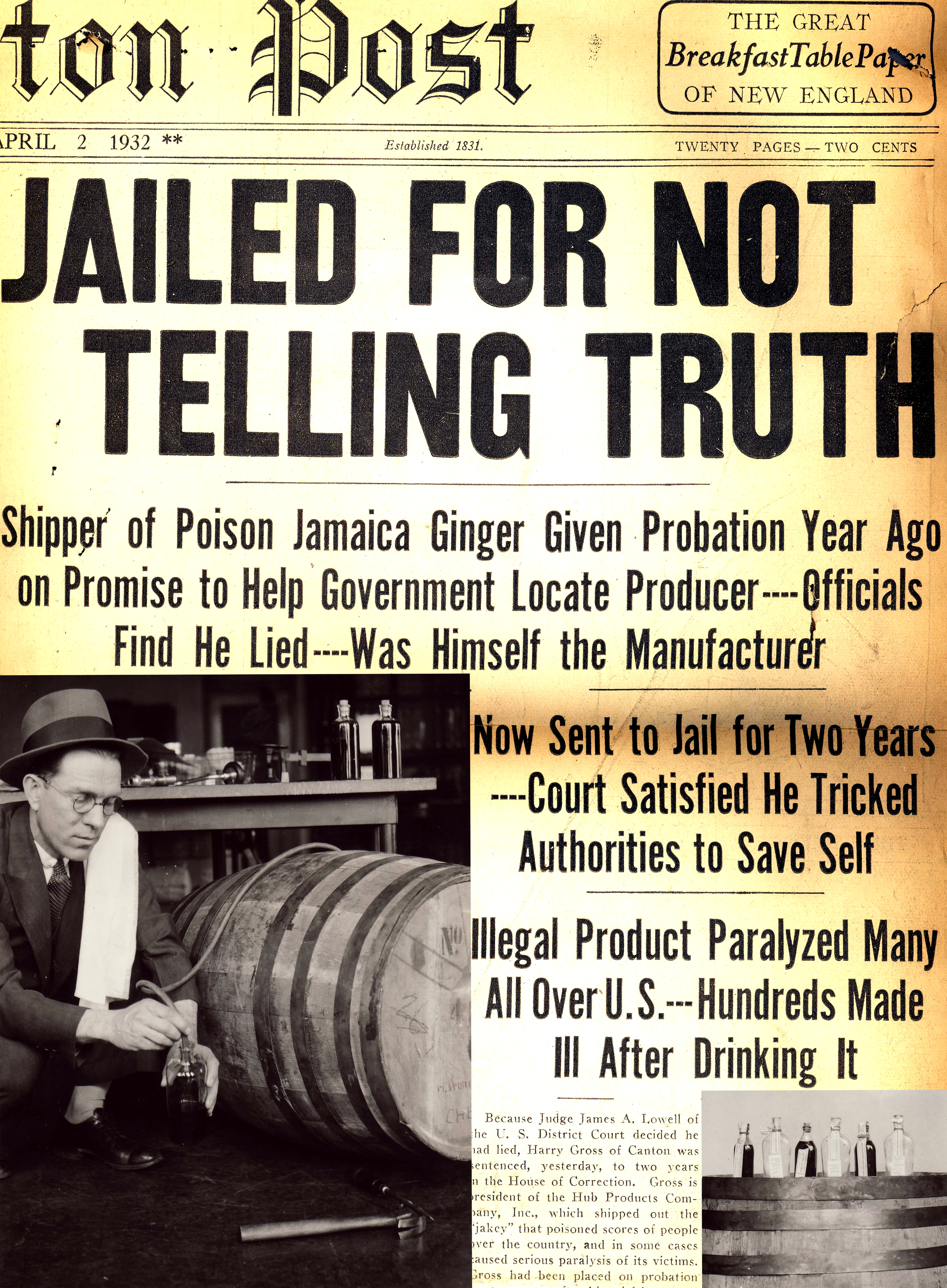
Förstasidan av Washington Post den 2 april 1932 med en artikel om fängelsedomen mot Harry Broom. Nederst till vänster, en tjänsteman som tar prov ur ett fat med jake och nederst till höger flaskor med jake som såldes i butikerna. Bilden är ett montage (och fotona fanns alltså inte på tidningens förstasida).

Triortokresylfosfat - tre stycken ortokresyl-grupper bundna till en fosfat.

Jamaica ginger, på slang kallad jake (uttalas ungefär "jejk"), var en amerikansk patentmedicin som började säljas på 1860-talet. Det var ett ingefärsextrakt med en alkoholhalt kring 70 viktprocent som marknadsfördes som medel mot dyspepsi ("sur mage"), illamående och huvudvärk.
Under rusdrycksförbudet var "mediciner" undantagna från förbudet (som bara gällde "drycker"), varför jake började användas i berusningssyfte. "Mediciner" skulle dock innehålla minst 4% torrsubstans (vilket på grund av ingefärans starka smak skulle göra denna odrickbar i större kvantiteter - om torrsubstansen kom från ingefära allena), varför några producenter försökte komma runt denna bestämmelse genom tillsats av ämnen med högre kokpunkt än vatten så att halten torrsubstans ökade, medan smaken inte påverkades, samtidigt som tillsatsen inte avslöjades på annat sätt med de enkla metoder som myndigheternas kontrollanter använde (exempelvis testades oljor, som dock inte är blandbara med vatten/etanol och som därför med tiden separerades i ett lager ovanför den övriga vätskan).
Jake-producenten Hub Products i Boston, som drevs av Harry Broom och dennes svåger Max Reisman, kom fram till att det bästa ämnet att tillsätta var triortokresylfosfat (TOCP), vilket användes industriellt som mjukgörare för lacker, hartser och gummi. Vad Broom och Reisman inte visste var att TOCP är ett långsamtverkande neurotoxin som orsakar polyneuropati (och konsumenterna visste ju inte ens att det de drack innehöll TOCP).
En till fyra veckor efter konsumtion av denna förgiftade jake uppträdde förlamningssymtom i underbenen, vilka medförde att den drabbade inte kunde styra fötterna. Resultatet av detta blev att när man lyfte foten dinglade den lös och för att kunna gå fick man sätta den i marken "uppfrån", vilket ledde till en gångstil med högt lyfta ben (som när man går i högt gräs) som kom att kallas "jake walk" (man hade fått "jake leg") - om man kunde gå alls (balansen påverkas också av att foten inte ger stöd). I många fall påverkades också rörligheten i händerna. Återhämtningen gick mycket långsamt och i flera fall fick de drabbade ett livslångt handikapp. Det uppges även att jake gav upphov till impotens, detta även innan den förgiftade varianten kom ut på marknaden (vilket visas av Lemuel Turners "Jake Bottle Blues" utgiven i april 1929).
Broom och Reisman beställde 135 gallon TOCP (cirka 510 liter - tillräckligt för att "modifiera" 640 000 flaskor rymmande 2 fl. oz. = cirka 6 cl jake) och distribuerade sin "jake" i början av 1930 (det sista fatet den 19 mars). I början av mars kom de första rapportena i tidningarna om en "epidemi" av förlamningar i benen som drabbat sydstaterna och mellanvästern och strax stod det klart att utbrottet berodde på att de drabbade druckit giftig jake. Det var dock svårt att komma underfund med vad det var för gift, var det kommit ifrån och hur det hamnat i flaskorna.
National Institutes of Health kom under året dock fram till att den giftiga jaken kom från Hub Products och svågrarna ställdes inför rätta. De åtalades i december 1930 för att ha levererat jake som inte stämde överens med föreskrifterna i United States Pharmacopeia (USA:s Farmakopé), men Broom och Reisman lyckades övertyga domstolen att den förgiftade jaken kommit från spritlangare i New York och dömdes i februari 1931 vardera till 1 000 dollar i böter och två års villkorligt fängelse mot att de hjälpte till att avslöja de skyldiga. U.S. Food and Drug Administration (FDA), som inte konsulterats i målet, var dock inte nöjda med domen och väckte nytt åtal mot Broom då de kunde visa att det inte fanns någon "spritlangare i New York" utan att det varit Broom och Reisman som själva stod för tillsatsen av TOCP och därmed ljugit i rätten. Broom dömdes därför 1932 att avtjäna sitt tvååriga fängelsestraff. Domaren avslog däremot FDA:s begäran om att ta upp målet mot Reisman, så denne gick fri.
Totalt drabbades tiotusentals personer - kanske uppemot 100 000 - och organisationen "United Victims of Jamaica Ginger Paralysis", som bildades i Oklahoma i maj 1931, sade sig företräda 35 000 personer i USA. Denna grupp försökte stämma distributörerna man fann föga gehör. Exempelvis uttalade Oklahomas guvernör, William H. Murray, att "det finns tre sorters människor som jag inte finner bruk för: personer med "jakeit", personer som investerar på börsen och en tredje typ jag inte vill nämna".

## Musik
Bruket av jake och effekterna därav inspirerade till låttexter, både av bluesartister och countrymusiker. Lemuel Turners "Jake Bottle Blues" som gavs ut 1929 (det vill säga innan den förgiftade jaken) handlar bara om impotens, medan resten av nedanstående exempel, utgivna 1930-1933, behandlar förlamningen av benen.
- Lemuel Turner: "Jake Bottle Blues" (april 1929, Victor V-40052)[4]
- Tommy Johnson: "Alcohol and Jake Blues" (juli 1930, Paramount 12950)[5]
- Ishmon Bracey: "Jake Liquor Blues" (maj 1930, Paramount 12941)[6]
- The Allen Brothers: "Jake Walk Blues" (oktober 1930, Victor V-40303)[7]
- Ray Brothers: "Jake Leg Wobble" (1930, Victor – V-40291)[8]
- Ray Brothers: "Got That Jake Leg Too" (januari 1931, Victor 23508)[9]
- Mississippi Sheiks with Bo Carter: "Jake Leg Blues" (1932, Okeh 8939)[10]
- Asa Martin: "Jake Walk Papa" (1933, Champion 16627 och Champion 45034)[11]

Ovanstående inspelningar har återutgivits (tillsammans med annat, ej nödvändigtvis jake-relaterat, material) på samlingsalbumen Jake Walk Blues (1977, Stash ST-110) och Jake Leg Blues (1994, Jass J-CD-642).
Ett originalexemplar av Tommy Johnsons "Alcohol and Jake Blues" såldes på eBay för 37 100 US-dollar 2013.